# Albalatillo (kommunhuvudort)
Albalatillo är en kommunhuvudort i Spanien.   Den ligger i provinsen Provincia de Huesca och regionen Aragonien, i den nordöstra delen av landet, 300 km öster om huvudstaden Madrid. Albalatillo ligger 261 meter över havet och antalet invånare är 259.
Terrängen runt Albalatillo är platt åt nordväst, men åt sydost är den kuperad.Runt Albalatillo är det mycket glesbefolkat, med 3 invånare per kvadratkilometer. Närmaste större samhälle är Sariñena, 6,2 km norr om Albalatillo. Omgivningarna runt Albalatillo är i huvudsak ett öppet busklandskap.